# کلر سوینی
کلر جین سوینی (زاده ۱۷ آوریل ۱۹۷۱) بازیگر، خواننده و شخصیت تلویزیونی انگلیسی است. سوینی به عنوان یک شرکت کننده در برنامه‌های واقعیت تلویزیونی مختلف ظاهر شده است. سوینی در والتون، لیورپول، دختر یک قصاب که مغازه ای در توکست داشت به دنیا آمد. او در مدرسه تئاتر الیوت کلارک در لیورپول آموزش دید و آخر هفته‌ها در مغازه پدرش کار می‌کرد.
سوینی به مدت شش سال، تا سال 2007 با تاجر تونی هیبارد رابطه داشت. او از شریک سابقش دنیل ریلی یک پسر به نام جکسون دارد.

## فیلم‌شناسی

### تلویزیون
| سال                  | عنوان                    | نقش           | یادداشت‌ها                                   |
| -------------------- | ------------------------ | ------------- | ------------------------------------------- |
| ۱۹۹۱–۱۹۹۲, ۱۹۹۵–۲۰۰۳ | بروکساید                 | لنزی کورکیل   | ۱۶۲۳ قسمت                                   |
| ۲۰۰۱                 | مشهور برادر بزرگ         | خودش          | همسایه خانه؛ سری ۱                          |
| ۲۰۰۳                 | ساعت‌ها                   | کاترین ویلکس  | قسمت: " داستان کولین "                      |
| ۲۰۰۴                 | به ناچ سخت گیرانه بیایید | خودش          | شرکت کننده؛ سری ۱                           |
| ۲۰۰۴                 | مرسی بیت                 | سرگرد روز کلی | دو قسمت                                     |
| ۲۰۰۴–۲۰۰۶            | ۶۰ دقیقه تغییر شکل       | خودش          | ارائه دهنده                                 |
| ۲۰۰۵                 | من مشهور و ترسیده‌ام!     | خودش          | ارائه دهنده                                 |
| ۲۰۱۱                 | تاکسی‌های شیرین           | آماندا        | تمام ۳ قسمت                                 |
| ۲۰۱۲                 | لیمون لا ویدا لوکا       | کلر سوینی     | قسمت: "خصوصی کریسمس: کریسمس شاد - قسمت دوم" |
| ۲۰۱۴                 | شهر هولبی                | لندسی کندل    | قسمت: "کلاستری"                             |
| ۲۰۱۸                 | بنیدورم                  | ماکسین        | قسمت: ۱۰٫۹                                  |
| ۲۰۱۹                 | دکترها                   | تراسی ساندرز  | قسمت: "فلاسم"                               |
| ۲۰۱۹                 | اسکاربور                 | هیلی کوکس     | ۳ قسمت                                      |
| ۲۰۲۳                 | کشتی خوب                 | بیورلی کارنل  | ۸ قسمت                                      |
| سال ۲۰۲۳-حاضر        | خیابان تاجگذاری          | کاساندرا پلمر | سریال منظم                                  |
| ۲۰۲۴                 | رقص روی یخ               | خودش          | متداول؛ سری ۱۶                              |

## آهنگ‌شناسی
- کلر (۲۰۰۲)